# 15e corps (Inde britannique)
Ne doit pas être confondu avec 15e corps (Inde).
Le XVe corps est une unité militaire de l'armée indienne britannique formée en Inde en 1942. Le corps participa à la campagne de Birmanie et fut dissout après la fin de la Seconde Guerre mondiale.

## Seconde Guerre mondiale
Lorsque le Japon est entré en guerre et a chassé les forces britanniques, indiennes et chinoises de Birmanie au début de 1942, le XVe corps a été formé à partir du QG du district de l'Assam et du Bengale le 30 mars 1942, afin de défendre le Bengale, sous le commandement de l'Eastern Command, qui était contrôlée par l'India Command. L'insigne du Corps était un arrangement de trois « V » (signifiant quinze en chiffres romains) en noir sur fond rouge. Son premier commandant était le lieutenant-général Noel Beresford-Peirse.
Le 9 juin, Beresford-Peirse a été nommé pour commander le Southern Command de l'Inde (un QG administratif au niveau de l'armée) et le lieutenant-général William Slim, ancien commandant du corps birman dissous, a repris le XVe corps. À ce stade, le QG du XVe corps était à Barrackpur, près de Calcutta. Le corps avait les multiples rôles de défendre le Bengale et l'Odisha contre l'invasion japonaise, de maintenir la sécurité intérieure sur une vaste zone de l'est de l'Inde et de former ses unités brutes. En juillet, l'Eastern Army a pris le contrôle direct des opérations dans la province côtière birmane d'Arakan (une décision qui, avec le recul, s'est avérée imprudente), et le QG du XVe corps a été transféré à Ranchi dans le Bihar, avec un rôle d'entraînement et de sécurité interne.
Le 5 avril 1943, le XVe corps fut convoqué à la hâte à Chittagong pour reprendre le contrôle des opérations en Arakan, où une contre-attaque japonaise avait repoussé les troupes britanniques et indiennes. Il s'est avéré trop tard pour rétablir la situation avec les troupes épuisées, et le corps s'est replié sur la frontière indienne avant que la mousson ne mette un terme aux opérations.
Le 15 octobre, Slim a été promu au commandement de l'Eastern Army (qui est ensuite devenue la quatorzième armée britannique). Son remplacement était le lieutenant-général Sir Philip Christison. Sous la quatorzième armée, le corps reprit l'avancée d'Arakan vers la fin de l'année. Dans les premiers mois de 1944, il remporta le premier succès significatif contre les Japonais en Asie du Sud-Est, vainqueur une offensive japonaise dans un engagement qui est devenu connu sous le nom de bataille de Ngakyedauk. Après avoir capturé la zone défendue de la chaîne de Mayu, les opérations dans l'Arakan ont été réduites pour permettre la concentration des ressources sur le front central de l'Assam.
La quatorzième armée s'est ensuite concentrée sur l'avancée vers le centre de la Birmanie. Le XVe corps a été retiré de la quatorzième Armée et directement subordonné aux Forces terrestres alliées d'Asie du Sud-Est afin que le corps puisse mener une campagne indépendante à travers l'Arakan et le long de la côte de la Birmanie. Lorsque l'offensive générale débuta à la fin de 1944, le XVe corps captura l'île d'Akyab (avec un aérodrome vital), lança des mouvements de flanc amphibies pour intercepter et vaincre les troupes japonaises en retraite, puis captura le port birman de Taungû et les îles Ramree et Cheduba.
De plus, des unités du corps ont monté l'opération Dracula, un assaut amphibie sur Rangoun, mais la ville s'est avérée avoir été abandonnée par les Japonais.
Après la prise de Rangoun, le XVe corps a été de nouveau subordonné à la quatorzième armée puis retiré de Birmanie pour se préparer à l'opération Zipper, un assaut amphibie visant à reprendre la Malaisie. Cependant, l'opération a été dépassée par la reddition japonaise, entraînant la dissolution du corps le 1er octobre 1945. Son quartier général fut renommé HQ Netherlands East Indies Command. Le commandement des Indes orientales néerlandaises continua à mener des opérations à Java, y compris pendant la bataille de Surabaya en 1946.